# Familia Sturdza

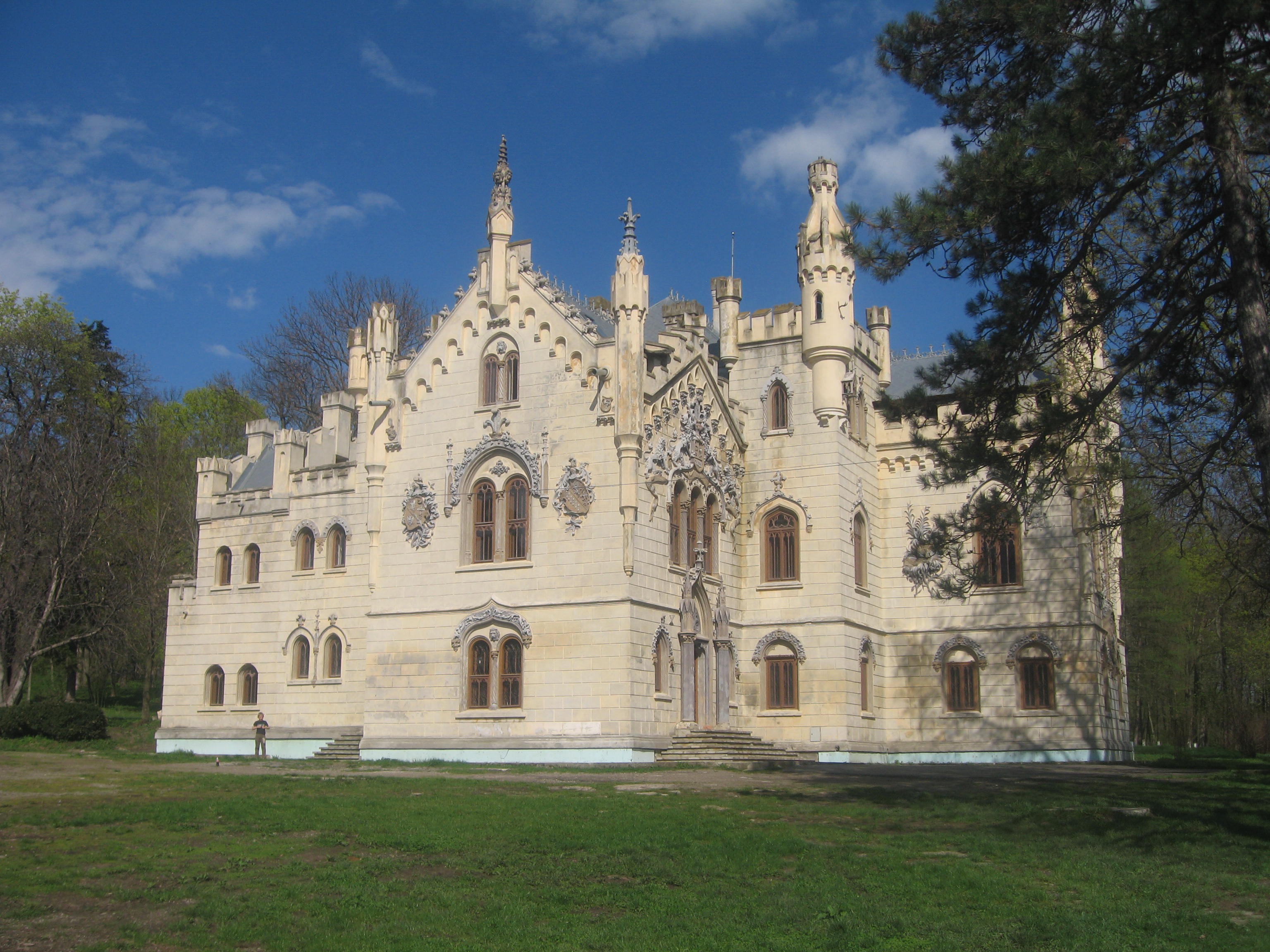
Castelul "Sturdza" de la Miclăușeni

Sturdza, Sturza sau Stourdza este o familie moldovenească veche, ale cărei origini se pot urmări până la circa 1540. 
Familia Sturdza a deținut importante funcții politice în Principatul Moldovei și apoi în România. Membrii ei aparțin a două mari ramuri, întemeiate de Ioan Sturdza și de Alexandru "Sandu" Sturdza, fiii lui Chiriac Sturdza, care a trăit în secolul al XVIII-lea și poate fi privit ca fondatorul familiei.

## Stema familiei Sturdza

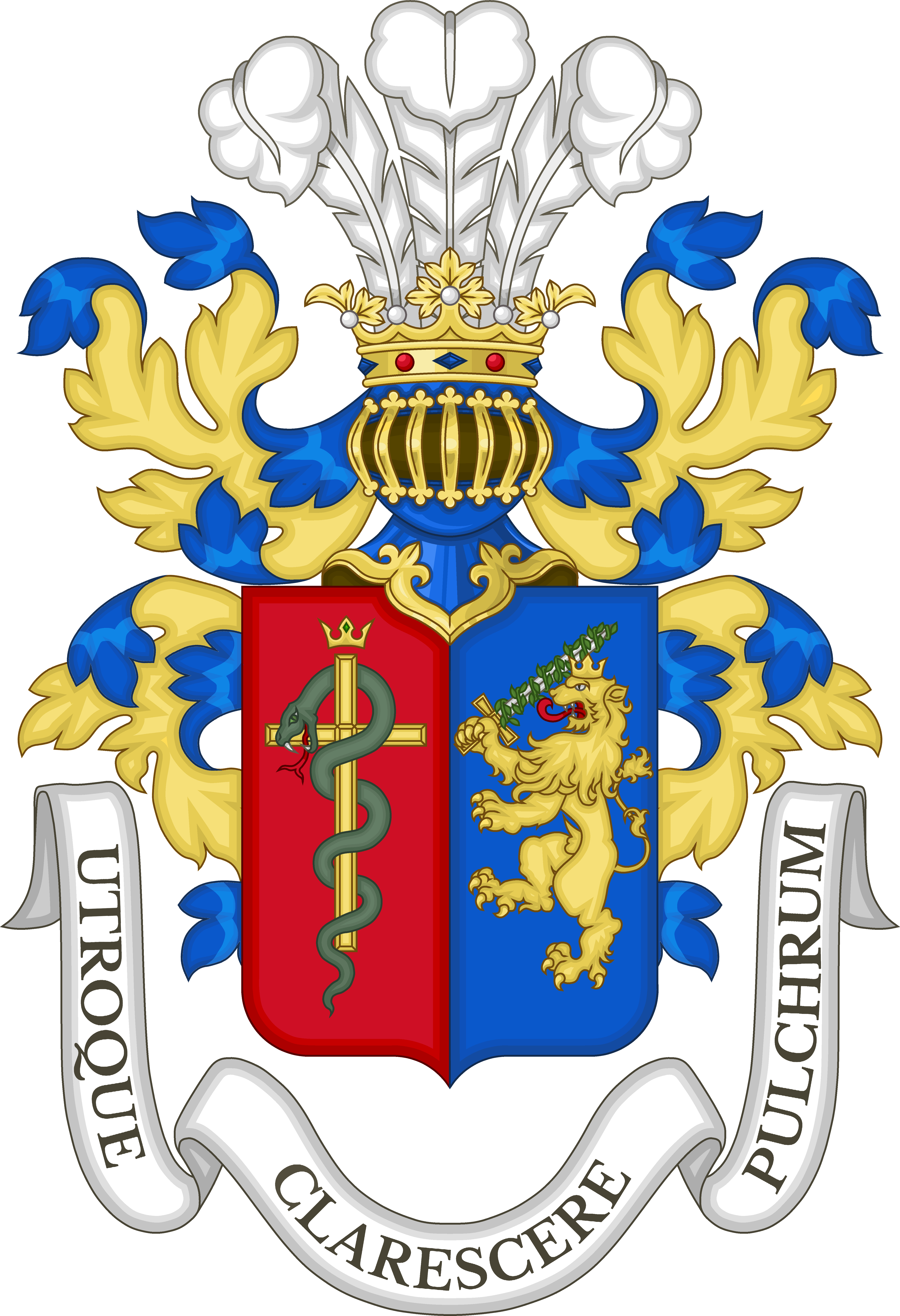
Stema familiei Sturdza conform „Ex Libris Demetrii A. Sturza”

Stema familiei Sturdza, conform lui Gheorghe Asachi: „Armele sau stema familiei Sturza, precum se văd și în Arborul Genealogic, sunt următoarele: un scut preste care sunt aședzate zeaua și coiful coronat și cu trii pene împodobit, împregiurat de semne eraldice, a căruia basă, scobită find de amândouă părțile, la mijloc rămâne ascuțită. Acest scut se împarte prin o linie de sus în gios în două părți, din care cea dreaptă are câmpu porfriu [purpura-roșu aprins], cea stângă azur [ceriu-albastru]. În partea cea dreaptă se înfățoșează o cruce de aur încoronată, asupra căreia este învălătucit un șarpe negru, iar în partea cea din stânga a scutului se vede un leu plăvan încoronat, stând în picioare, cu coada înarcată și țiind în ghearele piciorului dinainte o spadă goală înfășurată cu ramuri de măslin, iar sub scut este o cordea cu epigraful ce au înscrierea latinească: Utroque clarescere pulchrum”. Primul element este atestat într-un certificat de noblețe emis de Mihai Apafi I, Principe al Transilvaniei, pentru Ilie Sturdza, în 1679: un leu rampant încoronat, care ține în mână o sabie, împreună cu crengi de măslin. Al doilea element, crucea încoronată cu un șarpe încolăcit în jurul ei, este vechea stemă a familiei, prima atestare fiind cea a lui Gavriil Sturdza, din 1615. Chiar dacă prima stemă este abandonată, iar familia preia noua stemă dată de Principele Transilvaniei, crucea, sabia, șarpele și măslinii sunt alternate și uneori combinate. 
În timpul domniei lui Mihail Sturdza, stema familiei era adesea asociată cu stema Principatului Moldovei, fiind prezentată pe un scut despicat: în partea dreaptă se afla capul de bour, între coarnele având o stea cu cinci raze, iar în partea opusă, leul sturdzesc. Deasupra scutului era amplasată coroana domnească, iar scutul era susținut de suporturi în formă de delfin.

## Membri ai familiei
- Scarlat Sturdza (1750-1816), primul guvernator al regiunii țariste Basarabia (1812–1813)
- Ioniță Sandu Sturdza (1762-1842), domn al Moldovei în 1822-1828, cunoscut și ca Ioan Sturdza
- Iancu Sturdza (1788-?), spătar în Moldova, consilier de stat și cavaler în Imperiul Rus, mare moșier[2]
- Alexandru Scarlat Sturdza (1791-1854), publicist rus și diplomat de origine greco-română; cunoscut și ca Alexandre Stourdza
- Mihail Sturdza (1794-1884), domn al Moldovei între aprilie 1834 și iunie 1849
- Grigore M. Sturdza (1821-1901), fiul din prima căsătorie a lui Mihail Sturdza cu Elena Rosetti,
- Dimitrie A. Sturdza (1833–1914), academician și om politic, de 4 ori prim-ministru al României între anii 1895-1909
- Mihail R. Sturdza (1886-1980), ministru al afacerilor externe al României (1940-1941)
- Mihai-Dimitrie Sturdza (1934-2020) istoric, este strănepot al lui Mihail Sturdza, domnitorul Moldovei[3]
- Dimitrie Ghe. Sturdza (n. 1938), cunoscut și ca Tim Sturdza, fost multiplu campion de tenis al Elveției
- Șerban Dimitrie Sturdza (n. 1967), este stră-strănepot al lui Mihail Sturdza, domnitorul Moldovei,
- Eric Sturdza
- Radu Silviu Sturdza
- Roxandra Edling-Sturdza (1786-1844), scriitoare și contesă rusă
- Constantin Sturdza (n. 1989), jucător de tenis de câmp elvețian
- Marina Sturdza (1944-2017), jurnalistă și activist umanitar
- Alexandru D. Sturdza (1869-1939), colonel in armata romänä, agent german, fiul lui Dimitrie A. Sturdza.